# Мезрич, Бен
Бен Мезрич, точнее Мецрих (англ. Ben Mezrich; р.1969) — американский писатель и сценарист.

## Биография
Бен Мезрич родился 7 февраля 1969 года в Принстоне (Нью-Джерси, США). В 1991 году с отличием окончил Гарвардский университет по специальности Общественные науки.
Автор 12 книг, некоторые из своих произведений публиковал под псевдонимом Холден Скотт.
В 2002 году Мезрич написал книгу «Удар по казино. Реальная история о шести студентах МТИ, которые обыграли Лас-Вегас на миллионы долларов» (англ. Bringing Down the House: The Inside Story of Six M.I.T. Students Who Took Vegas for Millions) — историю о том, как студенты МТИ под руководством профессора высшей математики Микки Росса разработали комбинации для победы в карточную игру блек-джек и успешно реализовывали их в казино Лас-Вегаса.
Мезрич несколько лет собирал информацию об этой команде студентов, встречался с её участниками, со специалистами по системам безопасности казино, а также с главным героем истории и всеми, кто имел к ней отношение.
В 2008 году книга была экранизирована Робертом Лукетичем с Кевином Спейси в главной роли, а Бен Мезрич выступил в качестве сценариста.
В 2004 году Мезрич опубликовал книгу «Уродливые американцы» (англ. Ugly Americans: The True Story of the Ivy League Cowboys Who Raided the Asian Markets for Millions) — история о Джоне Малькоме, американце, устроившимся на работу в Гонконге. Однако главному герою недолго пришлось заниматься банковскими инвестициями — выяснилось, что начальник находится в сговоре с мафией.
В 2005 году Мезрич написал Busting Vegas: The MIT Whiz Kid Who Brought the Casinos to Their Knees — историю о другом студенте, вовлечённому в команду по блек-джеку, однако использующего более продвинутые методы, нежели те, что были описаны в книге «Удар по казино. Реальная история о шести студентах МТИ, которые обыграли Лас-Вегас на миллионы долларов».
В 2007 году появился новый роман Мезрича — Rigged: The Story of an Ivy League Kid Who Changed the World of Oil, From Wall Street to Dubai. Сюжет построен на реальной истории Джона Д’Агостино — итальянца американского происхождения, родившегося в Бруклине. Молодого человека приняли в Гарвард, позже он получил работу в Merc Exchange. Устроившись на новом вместе, протагонист находит себе подспорье в лице молодого трейдера и загадочного восточного человека.
В 2008 году студия Summit Entertainment приобрела права на экранизацию романа.
В июле 2009 года вышел в свет выходит его роман о создателях популярной сети Facebook — Марке Цукерберге и Эдуардо Саверине — «Миллиардеры поневоле: как создавался Facebook, история о сексе, деньгах, гениальности и предательстве» (англ. The Accidental Billionaires: The Founding Of Facebook, A Tale of Sex, Money, Genius, and Betrayal). Идею создания книги подсказало случайное письмо, полученного Мезричем по электронной почте от одного старшекурсника Гарварда.
В письме упоминалось, что есть создатель Facebook, о котором никто не знает. Так Мезрич познакомился с Эдуардо Саверином, учившимся вместе с Марком Цукербергом в Гарварде и состоявший, как и сам Мезрич, в университетском закрытом клубе «Феникс».
Источником большей части материалов для книги стал рассказ Эдуардо Саверина, но Мезрич также утверждал, что книга основана на интервью с другими людьми и на разных документах. Он изучил тысячи страниц судебных документов, связанных с разбирательством по делу Кэмерона и Тайлера Уинклвосс (англ. Cameron and Tyler Winklevoss), но никогда не общался лично с Марком Цукербергом.
Мезрич утверждал, что зарегистрироваться на Facebook его уговорила жена, и его аккаунт появился в социальной сети за несколько недель до знакомства с Эдуардо Саверином.
Его книга 2021 года «Антисоциальная сеть» была адаптирована для фильма «Дурные деньги» режиссёра Крейга Гиллеспи.

### Личная жизнь
В 2006 году Бен Мецрих женился на Тоне Чен (Dr. Tonya M. Chen), работающей дизайнером ювелирных изделий в Бостоне (Массачусетс).

### Беллетристика
- Threshold (1996, ISBN 0-446-60521-2)
- Reaper (1998, ISBN 0-06-018751-4)
- Fertile Ground (1999, ISBN 0-06-109798-5)
- Skin (a story set as an X-Files episode), (2000, ISBN 0-06-105644-8)
- Skeptic (written under the pen name Holden Scott), (2000, ISBN 0-312-96928-7)
- The Carrier (written under the pen name Holden Scott), (2001, ISBN 0-312-97858-8)
- Rigged: The Story of an Ivy League Kid Who Changed the World of Oil, From Wall Street to Dubai (2007, ISBN 0-06-125272-7)

### Научная литература
- Bringing Down the House: The Inside Story of Six MIT Students Who Took Vegas for Millions (2002, ISBN 0-7432-4999-2)
- Ugly Americans: The True Story of the Ivy League Cowboys Who Raided the Asian Markets for Millions (2004, ISBN 0-06-057500-X)
- Busting Vega$: The MIT Whiz Kid Who Brought the Casinos to Their Knees (2005, ISBN 0-06-057512-3)
- The Accidental Billionaires: The Founding of Facebook, A Tale of Sex, Money, Genius, and Betrayal (2009, ISBN 0-385-52937-6)
- Sex on the Moon: The Amazing Story Behind the Most Audacious Heist in History (2011, ISBN 0-385-53392-6)